# Escuelas Públicas del Condado de Baldwin

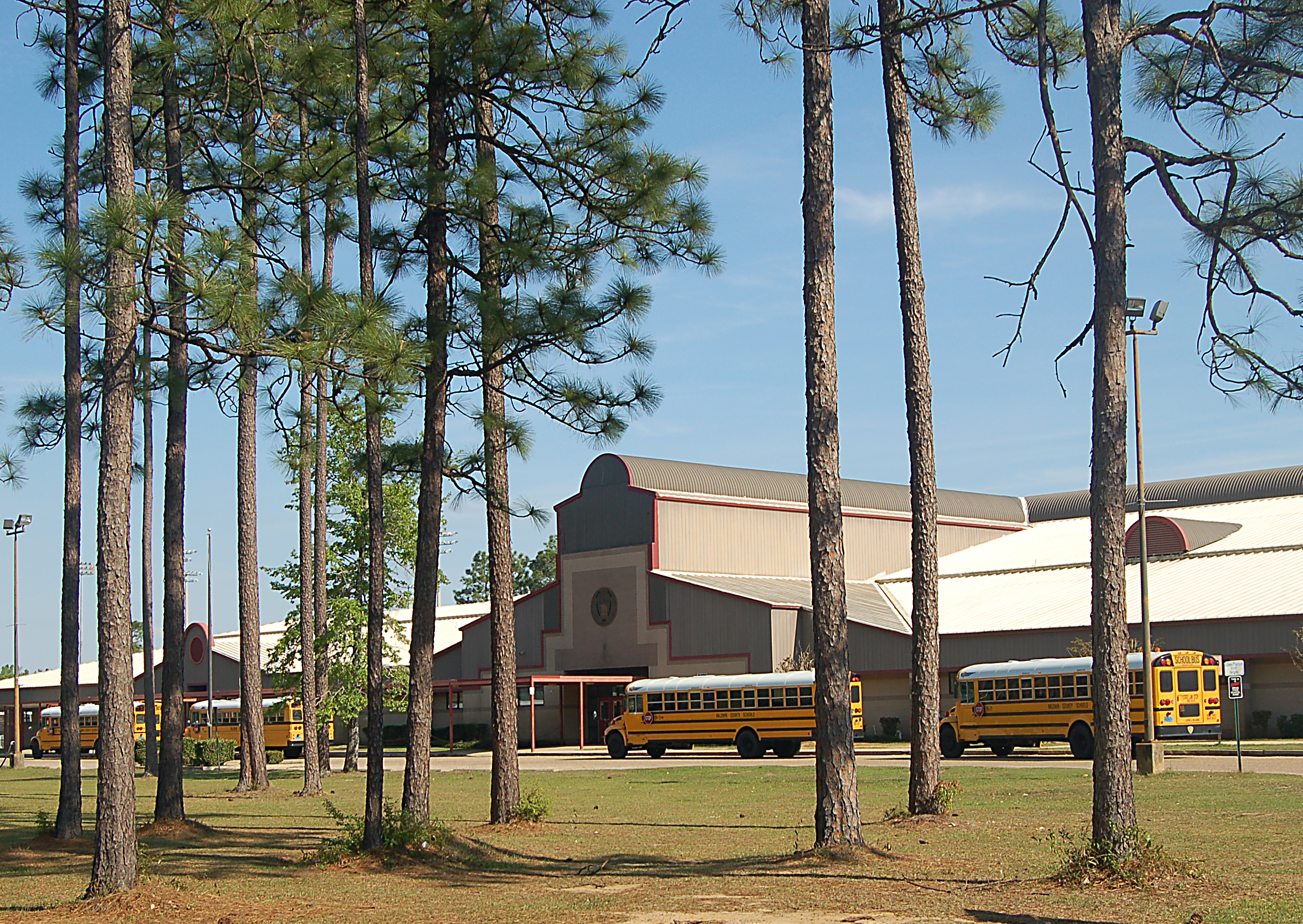
Daphne High School

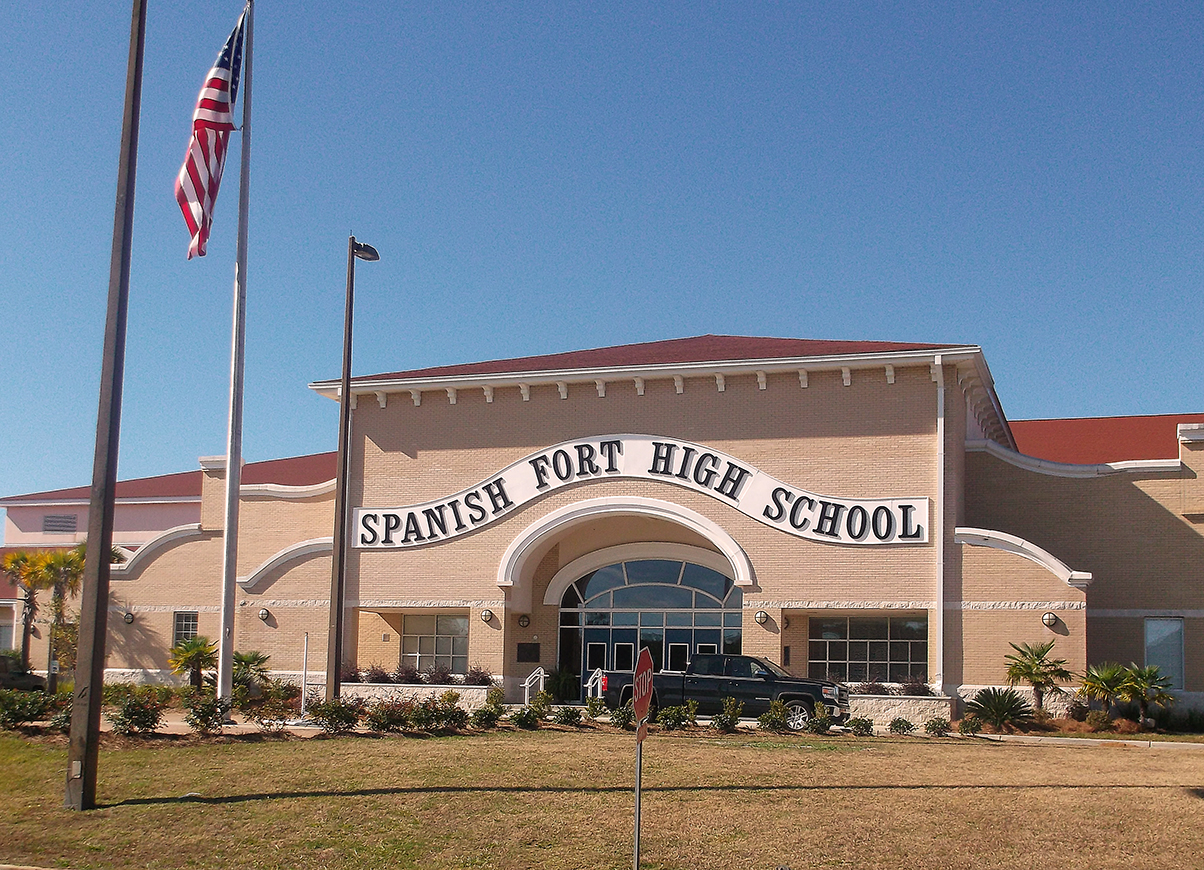
Spanish Fort High School

Las Escuelas Públicas del Condado de Baldwin es un distrito escolar del Condado de Baldwin, Alabama. Tiene su sede en Bay Minette. El distrito, que gestiona 44 escuelas en el condado, es el mayor empleador del Condado de Baldwin. Tiene más de 28.000 estudiantes.